# County Jail Blues
County Jail Blues ist ein Blues-Titel, der von Alfred Fields geschrieben wurde. Die erste bekannte Veröffentlichung stammt aus dem Jahr 1941 mit einer Aufnahme von Big Maceo Merriweather.
Coverversionen, die den Titel einem breiteren Publikum bekannt machten stammen von Brett Marvin and the Thunderbolts (1971), Eric Clapton (No Reason to Cry, 1975), Brendan Croker & the Serious Offenders (1993) und X-Three (2002). Vereinzelt spielte Clapton den Titel während seiner From the Cradle World Tour 1994 und 1995.